# Stephen Royce

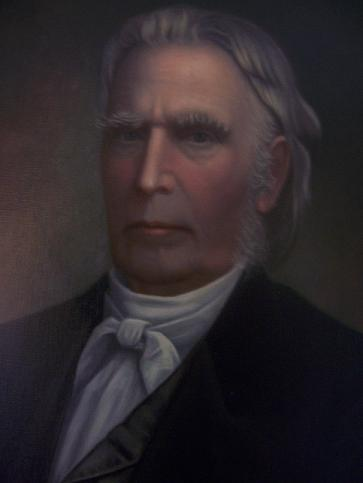
Stephen Royce

Stephen Royce (* 12. August 1787 in Tinmouth, Rutland County, Vermont; † 11. November 1868 in Berkshire, Vermont) war ein US-amerikanischer Jurist und Politiker und von 1854 bis 1856 Gouverneur des Bundesstaates Vermont.

## Frühe Jahre und politischer Aufstieg
Stephen Royce besuchte bis 1807 das Middlebury College. Danach unterrichtete er in Sheldon als Lehrer. Nach einem Jurastudium und seiner 1809 erfolgten Zulassung als Rechtsanwalt übte er diesen Beruf in Sheldon und Berkshire aus. Zwischen 1816 und 1818 war er Bezirksstaatsanwalt im Franklin County.
Von 1815 bis 1816 und nochmals von 1822 bis 1824 war er Abgeordneter im Repräsentantenhaus von Vermont. Zwischen 1825 und 1852 war er mit einer Unterbrechung in den Jahren 1828 und 1829 Richter am Vermont Supreme Court. Ab 1846 war er als Chief Justice Vorsitzender Richter dieses Gerichtshofs. Politisch gehörte er in diesen Jahren der Whig Party an. Nach deren Auflösung schloss er sich der neu gegründeten Republikanischen Partei an.

## Gouverneur von Vermont
Im Jahr 1854 wurde er noch als Kandidat der Whigs zum Gouverneur seines Staates gewählt. Ein Jahr später wurde er als erster Republikaner in diesem Amt bestätigt. Er begründete damit eine bis 1963 anhaltende Dominanz der Republikanischen Partei im Amt des Gouverneurs von Vermont. In diesen über 100 Jahren wurden in diesem Staat ausschließlich Republikaner in dieses Amt gewählt. Als Republikaner unterstützte Royce im nationalen Konflikt zwischen den Nord- und den Südstaaten den Standpunkt des Nordens und war Gegner der Sklaverei. Er amtierte vom 13. Oktober 1854 bis zum 10. Oktober 1856 als Gouverneur.

## Weiterer Lebenslauf
Nach dem Ende seiner Amtszeit zog sich Stephen Royce aus der Politik zurück. Er widmete sich seinen privaten Angelegenheiten und starb im November 1868. Er war der Onkel von Homer Elihu Royce, der zwischen 1857 und 1860 den Staat Vermont im US-Repräsentantenhaus vertrat.